# Kimberley
Kimberley este un oraș în Africa de Sud, la vărsarea râului Vaal în fluviul Orange. Este reședința provinciei Northern Cape.
„The Big Hole” a fost una din cele mai mari și adȃnci cariere de diamant din lume.

## Galerie de imagini

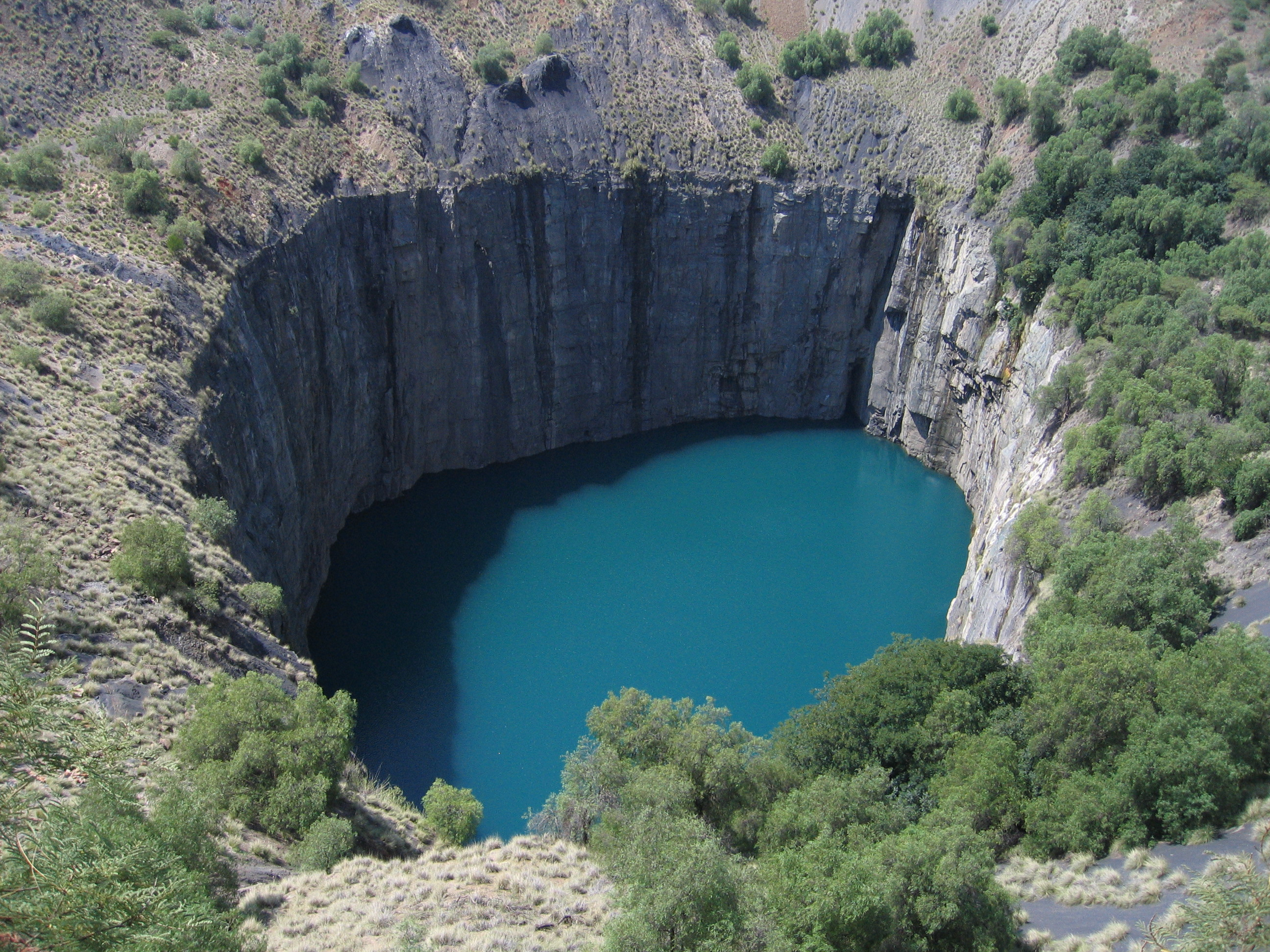
Cariera de diamante „The Big Hole”